# بيسكو، بيرو
بيسكو، بيرو (بالإنجليزية: Pisco, Peru)‏ هي مدينة، تتبع Pisco province ‏، هي عاصمة Pisco province ‏، وPisco District ‏، بلغ عدد سكانها 109961 نسمة.

## مدن توأم
المدن التوأم:
- بويرتو مادرين
- روساريو
- تيكيلا
- شريش.

## أعلام
- خوسيه مندوزا زامبرانو
- كلاوديو غارسيا مونيوث
- ريكاردو يونسيو إلياس أرياس
- يوهان جاليكويو
- خوسيه بوليفار